# リスのいたずら合戦
『リスのいたずら合戦』（リスのいたずらがっせん、原題：Trailer Horn）は、ウォルト・ディズニー・プロダクション（現：ウォルト・ディズニー・カンパニー）が製作した1950年4月28日公開のアニメーション短編映画作品。ドナルドダック・シリーズの第93作である。

## あらすじ
ある朝、チップが外に出ると大きな足跡があった。デールと一緒に足跡を辿るとちょうど湖畔でキャンピングをしていたドナルドを見つけた。まだ寝ているデールを見たチップは、いたずらしようと思いついたのだった。
まず、ドナルドが湖に飛び込もうとしていた飛び込み板をチップとデールが回転させると、ドナルドが飛び込んだのは湖ではなくキャンピングカーの上。二匹の仕業と見たドナルドは、二匹にお仕置きとして、車のクラクションに押し込み、パイにぶち込んで投げつけた。チップとデールはドナルドに仕返ししようと、キャンピングカーの中で食事をしていたドナルドの頭に松ぼっくりを落とす。ドナルドはチップとデールが仕返ししに来たと気づき、車に乗って木をなぎ倒し、二匹を捕まえようとするが、チップとデールが木から降りたため、その弾みでドナルドは車もろとも岩壁に投げ飛ばされてしまう。そして、車からボロボロになったドナルドが出てきて、手にハンドル、口にクラクションを咥えながら、山を後にするのだった。その様子をチップとデールは見ていた。

## スタッフ
- 製作：ウォルト・ディズニー
- 監督：ジャック・ハンナ
- 脚本：ロイ・ウィリアムズ
- 音楽：ポール・J・スミス
- 美術：エール・グレイシー
- 背景：
- 原画：ビル・ジャスティス、ボブ・チャールソン、ヴォルス・ジョーンズ

## キャスト
| キャラクター   | 原語版                   | 旧吹き替え版 | 新吹き替え版 |
| -------------- | ------------------------ | ------------ | ------------ |
| ドナルドダック | クラレンス・ナッシュ     | 関時男       | 山寺宏一     |
| チップ         | ジェームズ・マクドナルド | 土井美加     | 滝沢ロコ     |
| デール         | デジー・フリン           | 後藤真寿美   | 稲葉実       |
| ナレーター     | -                        | 江原正士     | -            |

## 日本での公開

### 収録
- 『ハロー! チップとデールがやってきた!!』（DVD、ウォルト・ディズニー・スタジオ・ホーム・エンターテイメント、新吹き替え版）
- 『チップとデール/森は大さわぎ!!』（DVD、ウォルト・ディズニー・スタジオ・ホーム・エンターテイメント、新吹き替え版）
- 『ドナルドダック・クロニクル Vol.3 限定保存版』（DVD、ブエナ・ビスタ・ホーム・エンターテイメント、新吹き替え版）